# Vilamarxant
Vilamarxant (em valenciano e oficialmente) ou Villamarchante (em castelhano) é um município da Espanha na província de Valência, Comunidade Valenciana. Tem 71,1 km² de área e em 2021 tinha 10 097 habitantes (densidade: 142 hab./km²).

## Demografia
| Variação demográfica do município entre 1991 e 2004 | Variação demográfica do município entre 1991 e 2004 | Variação demográfica do município entre 1991 e 2004 | Variação demográfica do município entre 1991 e 2004 |
| --------------------------------------------------- | --------------------------------------------------- | --------------------------------------------------- | --------------------------------------------------- |
| 1991                                                | 1996                                                | 2001                                                | 2004                                                |
| 4754                                                | 5592                                                | 6119                                                | 6730                                                |